# Genome Research
Genome Research é o título de uma revista científica de revisão paritária publicada pela Cold Spring Harbor Laboratory Press. O foco da revista é estudos do genoma em qualquer organismo, incluindo estudos de genes únicos que são colocados em um contexto genômico. Este escopo inclui tanto análises experimentais quanto computacionais.
Em 2004, a revista teve um fator de impacto de 10.382, a colocando como um das 5 revistas mais bem citadas na área de genética. Em 2008, Genome Research ficou em #2 entre as principais revistas de pesquisas na categoria “Biotecnologia & Microbiologia Aplicada”, #3 em “Genética e Hereditariedade”, e sétima na categoria “Bioquímica e Biologia Molecular”. O fator de impacto da publicação é 14,63 (2014).